# Harry Lodge
David Henry „Harry“ Lodge (* 23. September 1967 in Salisbury) ist ein ehemaliger britischer Radrennfahrer.

## Sportliche Laufbahn
Lodge war Straßenradsportler und Bahnradsportler. Er war Teilnehmer der Olympischen Sommerspiele 1988 in Los Angeles. Im Mannschaftszeitfahren kam das britische Team mit Phil Bateman, Harry Lodge, Ben Luckwell und David Spencer auf den 20. Rang.
1989 gewann er eine Etappe in der Ronde van West-Henegouwen, 1990 in der Bayern-Rundfahrt.
Von 1990 bis 2002 startete er als Berufsfahrer, er begann im Radsportteam La William. 1990 wurde er beim Sieg von Colin Sturgess Dritter der britischen Meisterschaft im Straßenrennen, 1992 Dritter im Eintagesrennen Prueba Villafranca de Ordizia.
Im Giro d’Italia 1992 und in der Vuelta a España 1994 schied er aus.